# بيريف إيه -50
بيريف إيه -50  (بالإنجليزية: Beriev A-50)‏ هي طائرة نظام الإنذار المبكر والتحكم أنتجت أصلًا في الاتحاد السوفيتي. من صناعة بيريف. تستخدم بشكل أساسي من قبل القوات الجوية الروسية. كان أول طيران لها في 19 ديسمبر 1978. دخلت الخدمة في 1984، ومازالت في الخدمة حتى الآن. صنع منها 40 طائرة.

## المستخدمون
- القوات الجوية الروسية
- القوات الجوية الهندية